# Haarreif

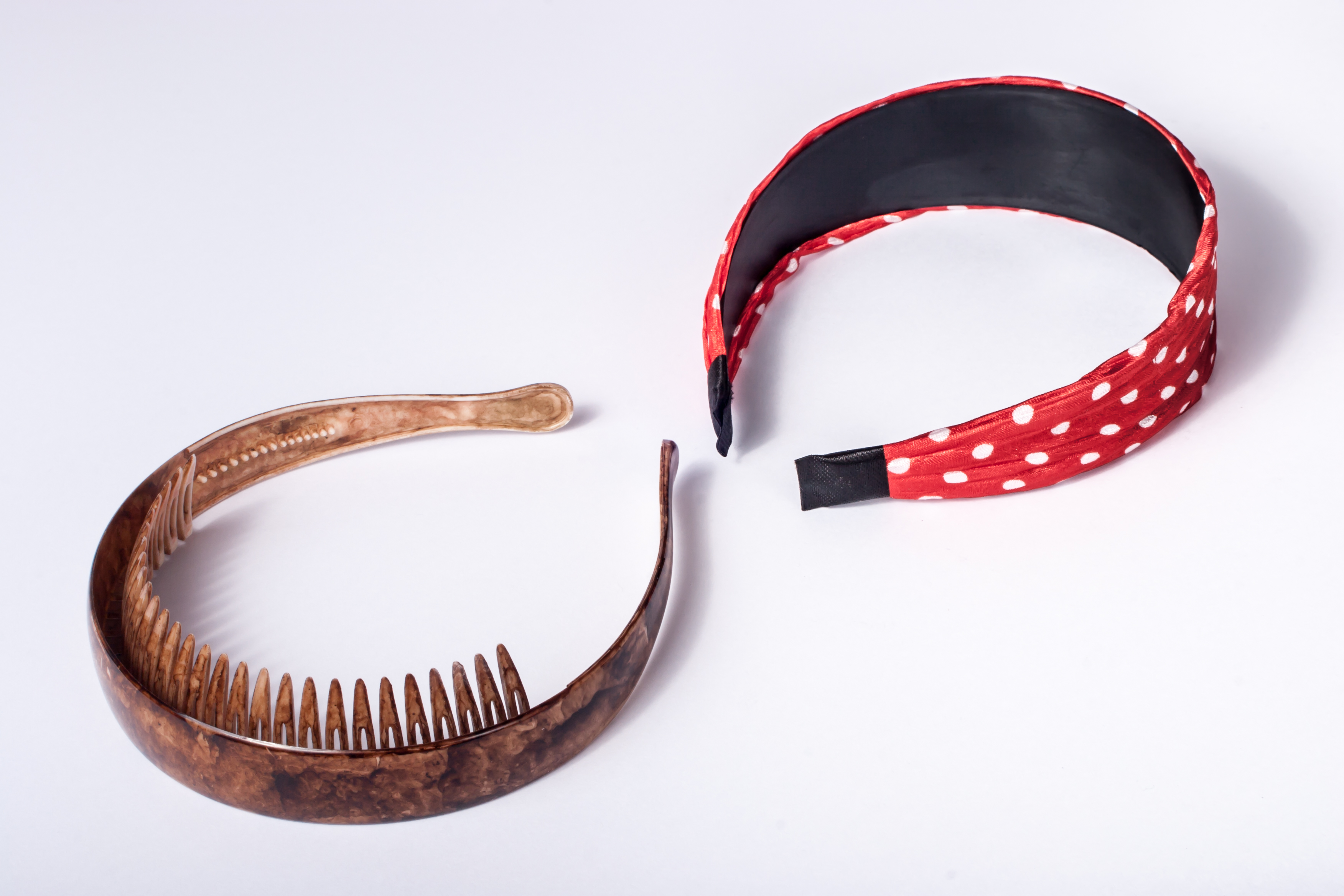
Zwei Haarreife

Ein Haarreif (Plural: Haarreife) ist ein annähernd ringförmiger, unten offener Gegenstand zum Zurückhalten der Haare, insbesondere des  Ponys. Oftmals wird er auch als Haarschmuck genutzt. Heute wird er zumeist aus Kunststoff hergestellt. Eine prunkvolle Variante ist das Diadem. In ihrem Zweck ähneln sie stark den Haarnadeln.
Bereits in der Romanik waren Haarreife in Gebrauch. Aus den damals verwendeten Haarreifen entwickelte sich das Schapel. Die Beliebtheit hatte wohl auch etwas mit dem kirchlichen Verbot des offenen Tragens der Haare zu tun und hielt sich das ganze Mittelalter. Seit den 1980er Jahren ist er wieder verstärkt in Gebrauch.